# Rhynchina inornata
Rhynchina inornata là một loài bướm đêm trong họ Erebidae.